# Дроздов, Олег Анатольевич
Олег Анатольевич Дроздов (род. Волгодонск, 12 сентября, 1966) — украинский архитектор, основатель архитектурного бюро Drozdov&Partners (с 1997; Харьков) и Kharkiv School of Architecture (с 2017 ; Харьков). Обладатель Гран-при (2001, 2003) и первой премии в номинации «Коммерческий интерьер» (2002) украинского конкурса «Лучший интерьер года». Один из кураторов выставочных проектов на архитектурной бьеннале «The Flood» (2005, Роттердам) и на Московской бьеннале архитектуры (2012). Автор последнего проекта Театра на Подоле в Киеве.

## Биография
Олег Дроздов родился в 1966 году в Волгодонске. В 1990 году окончил Харьковский строительный институт.
С 1996 года работает главным архитектором проектного бюро «Атриум» в Харькове.
В 2001, 2002 и 2003 году получил Гран-при и первую премию в номинации «Коммерческий интерьер» украинского конкурса «Лучший интерьер года». В 2003 году стал лауреатом конкурса в области архитектуры «Созидание» в номинации «Реализация». В 2003 году курировал проектный семинар «architectural ambulance» в Харькове. В 2005 году курировал украинский проект «монисто» на международной биеннале архитектуры в Роттердаме. В 2006 году курировал украинский выставочный проект «патиология». В 2003, 2005 и 2007 годах также номинировался на «Архитектурную премию». В 2011 году вел предпроектный семинар для студентов по урбан-дизайну в школе архитектуры Колумбийского университета.
В 2016 году Олег Дроздов был выбран корпорацией «Рошен» как архитектор Театра на Подоле в Киеве, построенный впоследствии на деньги этой корпорации. Театр вызвал многочисленные протесты киевлян из-за своего внешнего вида. Прес-секретарь Roshen отметил, что «сама темная часть, которую все критикуют, это дорогой материал». Сам архитектор следующим образом прокомментировал постройку театра: 

Вот этот пенопластовый псевдоисторизм, абсолютно безвкусный, иррациональный. Он заполнил практически всю основную историческую часть Киева. И, наверное, на Подоле он является вообще доминирующей плотью. И заповедник всего этого — соседняя Воздвиженка
Живёт и работает в Харькове.

## Проекты
- Бизнес-центр Platinum Plaza по ул. Сумской (в соавторстве; Харьков)
- Офисно-жилое здание Heirloom по ул. Чернышевского (в соавторстве; Харьков)
- Жилое здание Сarat по ул. Потебни (в соавторстве; Харьков)
- Односемейный жилой дом Garden Patio по ул. Минской (в соавторстве; Харьков)
- Односемейный жилой дом Water Patio по ул. Ореховой (в соавторстве; пос. Лески, Одесская область)
- Ресторан Yaske по ул. Данилевского (в соавторстве; Харьков)
- Бизнес-центр Ave Plaza по ул. Сумской (в соавторстве; Харьков)
- Торговое здание PRIZMA по пр. Ленина (в соавторстве; Харьков)
- Торговое здание Fresh по ул. Петровского (в соавторстве; Харьков)
- Частный дом Anti patio из «контейнеров» в Харькове[6]
- Театра на Подоле (Киев; в соавторстве; 2016) — самая скандальная работа архитектора[7]